# Lục Phân Nghi
Chòm sao Lục Phân Nghi 六分儀, (tiếng La Tinh: Sextans) là một trong 88 chòm sao hiện đại, mang hình ảnh kính Lục Phân.
Chòm sao này có diện tích 314 độ vuông, nằm trên thiên cầu nam, chiếm vị trí thứ 47 trong danh sách các chòm sao theo diện tích.
Chòm sao Lục Phân Nghi nằm kề các chòm sao Sư Tử, Trường Xà, Cự Tước.

## Thiên thể
Các thiên thể đáng quan tâm
- Thiên hà NGC 3115, NGC 3169
- thiên hà dị hình Sextans A